# Вахенрот
Вахенрот (њем. Wachenroth) град је у њемачкој савезној држави Баварска. Једно је од 25 општинских средишта округа Ерланген-Хехштат. Према процјени из 2010. у граду је живјело 2.198 становника. Посједује регионалну шифру (AGS) 9572160.

## Географски и демографски подаци
Вахенрот се налази у савезној држави Баварска у округу Ерланген-Хехштат. Град се налази на надморској висини од 285 метара. Површина општине износи 23,2 km². У самом граду је, према процјени из 2010. године, живјело 2.198 становника. Просјечна густина становништва износи 95 становника/km².